# Georgie Pie Super Smash 2014/15
Die Georgie Pie Super Smash 2014/15 war die zehnte Saison der auch als HRV Cup bezeichneten neuseeländischen Twenty20-Meisterschaft und wurde von 1. November bis 7. Dezember 2014 ausgetragen. Dabei nahmen die traditionellen First-Class Teams die neuseeländische Distrikte repräsentieren an dem Turnier teil. Sieger waren die Wellington Firebirds, die sich im Finale mit 6 Runs gegen die Auckland Aces durchsetzten.

## Format
Die sechs Mannschaften spielten in einer Gruppe gegen jedes andere Team jeweils zwei Mal. Die ersten drei der Gruppe  spielten in einem Page-Playoff den Sieger aus.

## Gruppenphase
Tabelle
| Teams                   | Sp. | S | N | NR | P  | RR     |
| ----------------------- | --- | - | - | -- | -- | ------ |
| Northern Knights        | 10  | 7 | 2 | 1  | 30 | +0.431 |
| Wellington Firebirds    | 10  | 5 | 3 | 2  | 24 | +0.233 |
| Auckland Aces           | 10  | 5 | 4 | 1  | 22 | +0.433 |
| Canterbury Wizards      | 10  | 5 | 5 | 0  | 20 | +0.538 |
| Central Districts Stags | 10  | 3 | 6 | 1  | 14 | −0.511 |
| Otago Volts             | 10  | 2 | 7 | 1  | 10 | −1.127 |

### Spiele
| 1. November Scorecard | Hamilton | Northern Knights 157-8 (20)            | – | Wellington Firebirds 131-9 (20) |
|                       |          | Northern Districts gewinnt mit 26 Runs |   |                                 |

| 1. November Scorecard | Hamilton | Auckland Aces 167-4 (20)    | – | Otago Volts 165-8 (20) |
|                       |          | Auckland gewinnt mit 2 Runs |   |                        |

| 2. November Scorecard | Hamilton | Northern Knights 145-5 (20)            | – | Otago Volts 135-6 (20) |
|                       |          | Northern Districts gewinnt mit 10 Runs |   |                        |

| 2. November Scorecard | Hamilton | Central Districts Stags 114-7 (20) | – | Canterbury Wizards 116-4 (18.4) |
|                       |          | Canterbury gewinnt mit 6 Wickets   |   |                                 |

| 7. November Scorecard | Hamilton | Northern Knights 146-7 (20)      | – | Canterbury Wizards 147-2 (17.5) |
|                       |          | Canterbury gewinnt mit 8 Wickets |   |                                 |

| 8. November Scorecard | Hamilton | Wellington Firebirds 110-9 (20)  | – | Canterbury Wizards 114-5 (19.1) |
|                       |          | Canterbury gewinnt mit 5 Wickets |   |                                 |

| 8. November Scorecard | Hamilton | Auckland Aces 189-2 (20)      | – | Otago Volts 83 (15.1) |
|                       |          | Auckland gewinnt mit 106 Runs |   |                       |

| 9. November Scorecard | Hamilton | Northern Knights 166-4 (20)            | – | Central Districts Stags 141-6 (20) |
|                       |          | Northern Districts gewinnt mit 25 Runs |   |                                    |

| 9. November Scorecard | Hamilton | Otago Volts 169-7 (20)           | – | Wellington Firebirds 171-7 (19.4) |
|                       |          | Wellington gewinnt mit 3 Wickets |   |                                   |

| 13. November Scorecard | Dunedin | Otago Volts 134 (19.1)                  | – | Central Districts Stags 137-4 (19.1) |
|                        |         | Central Districts gewinnt mit 6 Wickets |   |                                      |

| 13. November Scorecard | Christchurch | Northern Knights 184-6 (20)            | – | Canterbury Wizards 164 (19.4) |
|                        |              | Northern Districts gewinnt mit 20 Runs |   |                               |

| 14. November Scorecard | Auckland | Auckland Aces 174-7 (20)         | – | Wellington Firebirds 177-4 (19) |
|                        |          | Wellington gewinnt mit 6 Wickets |   |                                 |

| 15. November Scorecard | Auckland | Auckland Aces 1-0 (2) | – | Central Districts Stags |
|                        |          | No Result             |   |                         |

| 15. November Scorecard | Auckland | Wellington Firebirds | – | Northern Knights |
|                        |          | Match abandoned      |   |                  |

| 16. November Scorecard | Auckland | Central Districts Stags 145-6 (20) | – | Wellington Firebirds 146-2 (16) |
|                        |          | Wellington gewinnt mit 8 Wickets   |   |                                 |

| 16. November Scorecard | Christchurch | Otago Volts 143-7 (20)  | – | Canterbury Wizards 142-7 (20) |
|                        |              | Otago gewinnt mit 1 Run |   |                               |

| 16. November Scorecard | Auckland | Northern Knights 158-7 (20)            | – | Auckland Aces 147-5 (20) |
|                        |          | Northern Districts gewinnt mit 11 Runs |   |                          |

| 20. November Scorecard | Dunedin | Canterbury Wizards 211-1 (20)  | – | Otago Volts 142 (18) |
|                        |         | Canterbury gewinnt mit 69 Runs |   |                      |

| 21. November Scorecard | Wellington | Wellington Firebirds 167-7 (20) | – | Auckland Aces 169-2 (16.5) |
|                        |            | Auckland gewinnt mit 8 Wickets  |   |                            |

| 22. November Scorecard | Wellington | Wellington Firebirds 178-6 (20) | – | Canterbury Wizards 153-9 (20) |
|                        |            | Wellington gewinnt mit 25 Runs  |   |                               |

| 22. November Scorecard | Wellington | Central Districts Stags 146-7 (20)    | – | Auckland Aces 90 (17) |
|                        |            | Central Districts gewinnt mit 56 Runs |   |                       |

| 23. November Scorecard | Wellington | Central Districts Stags 109 (18.3) | – | Wellington Firebirds 111-4 (16.5) |
|                        |            | Wellington gewinnt mit 6 Wickets   |   |                                   |

| 23. November Scorecard | Wellington | Northern Knights 141-5 (20) | – | Otago Volts 142-5 (19.2) |
|                        |            | Otago gewinnt mit 5 Wickets |   |                          |

| 27. November Scorecard | Christchurch | Canterbury Wizards 118 (19.1)  | – | Auckland Aces 121-5 (19.4) |
|                        |              | Auckland gewinnt mit 5 Wickets |   |                            |

| 28. November Scorecard | Napier | Otago Volts 120-8 (17/17)                            | – | Central Districts Stags 122-4 (16.4/17) |
|                        |        | Central Districts gewinnt mit 6 Wickets (D/L method) |   |                                         |

| 29. November Scorecard | Napier | Canterbury Wizards 153-4 (20)  | – | Auckland Aces 156-4 (17.4) |
|                        |        | Auckland gewinnt mit 6 Wickets |   |                            |

| 29. November Scorecard | Napier | Northern Knights 149-2 (20)           | – | Central Districts Stags 147-5 (20) |
|                        |        | Northern Districts gewinnt mit 2 Runs |   |                                    |

| 30. November Scorecard | Dunedin | Otago Volts | – | Wellington Firebirds |
|                        |         | No Result   |   |                      |

| 30. November Scorecard | Napier | Central Districts Stags 136-4 (20) | – | Canterbury Wizards 139-2 (11.3) |
|                        |        | Canterbury gewinnt mit 8 Wickets   |   |                                 |

| 30. November Scorecard | Napier | Auckland Aces 135-8 (20)                 | – | Northern Knights 136-4 (19.2) |
|                        |        | Northern Districts gewinnt mit 6 Wickets |   |                               |

## Playoffs

### 1. Halbfinale
| 5. Dezember Scorecard | Hamilton | Northern Knights 124-5 (20)      | – | Wellington Firebirds 125-2 (16.1) |
|                       |          | Wellington gewinnt mit 8 Wickets |   |                                   |

### 2. Halbfinale
| 6. Dezember Scorecard | Hamilton | Northern Knights 140 (19.3)    | – | Auckland Aces 146-4 (17.3) |
|                       |          | Auckland gewinnt mit 6 Wickets |   |                            |

### Finale
| 7. Dezember Scorecard | Hamilton | Wellington Firebirds 186-6 (20) | – | Auckland Aces 180-9 (20) |
|                       |          | Wellington gewinnt mit 6 Runs   |   |                          |